# Гургенов, Вячеслав Иванович
Вячесла́в Ива́нович Гурге́нов (1 июля 1935 — 22 августа 1994) — советский и российский разведчик, заместитель директора ПГУ КГБ (Первое главное управление КГБ — внешняя разведка) СССР, исполнял обязанности начальника ПГУ КГБ СССР, генерал-лейтенант.

## Биография
Родился в 1935 году в Грозном, армянин. Окончил факультет востоковедения МГИМО в 1959 году и, как специалист по Индии был направлен на работу в корпункт АПН в Калькутте, где работал до 1962 года.
С 1963 года начал службу во внешней разведке. В 1964 г. окончил школу КГБ (школа № 101 — впоследствии Краснознаменный институт КГБ им. Ю. В. Андропова). После этого был в двух долговременных заграничных командировках: в Индии и Бангладеш (1965—1972), затем резидент КГБ в Исламабаде (1978—1983). С 1983 по 1989 гг. занимал различные руководящие должности в центральном аппарате ПГУ КГБ.
С 1989 — заместитель начальника ПГУ КГБ. С 1991 — заместитель директора Службы внешней разведки России (СВР) России. С 22 по 30 сентября 1991 — исполнял обязанности начальника ПГУ КГБ СССР.
В. И. Гургенов был одним из тех, кто поддержал кандидатуру Е. М. Примакова на должность директора Службы Внешней разведки в 1992 году. Вот как это описывается в книге Леонида Млечина:

В революционные периоды всегда звучит команда: «Огонь по штабам!» Желание подчинённых избавиться от начальника было бы воспринято на «ура». Тем более Ельцин дал понять, что у него есть другой кандидат на это место. Этот день вполне мог стать последним днём работы Примакова в разведке.
Первым выступил заместитель директора Вячеслав Иванович Гургенов. Он встал и сказал прекрасные слова о Примакове. Ещё один заместитель начальника разведки Вадим Алексеевич Кирпиченко произнёс большую и аргументированную речь в пользу Примакова. Они вместе учились в Институте востоковедения.
Выступило примерно двенадцать человек. Все единодушно поддержали Примакова.
Борис Ельцин, уловив настроения, охотно присоединился к общему хору.

Имя В. И. Гургенова занесено на Мемориальную доску Зала истории внешней разведки. Он был награждён орденом «Знак Почёта», многими медалями, нагрудным знаком «За службу в разведке», именным боевым оружием.